# 니치난정
니치난정(일본어: 日南町)은 일본 돗토리현 서부 내륙부에 있는 히노군의 정이다.

## 인접한 자치체
- 돗토리현
  - 히노군 히노정
  - 사이하쿠군 난부정

- 시마네현
  - 야스기시
  - 니타군 오쿠이즈모정

- 오카야마현
  - 니미시

- 히로시마현
  - 쇼바라시

## 역사
- 1959년 4월 1일 - 하쿠난정·다리촌·이와미촌·후쿠에촌·타카미야촌이 대등 합병해 니치난정이 되었다.

## 교통

### 철도
- 서일본 여객철도 하쿠비선

### 도로
- 고후미요시 도로(일본어판)
- 국도 제180호선
- 국도 제183호선